# Morgan Lundin
Morgan Lundin (ur. 20 maja 1969) – szwedzki łucznik, mistrz i wicemistrz świata, halowy mistrz świata. Startuje w konkurencji łuków bloczkowych.
Największym jego osiągnięciem jest złoty medal mistrzostw świata indywidualnie w 2005 roku w Madrycie oraz srebro cztery lata wcześniej w Pekinie. Brązowy medalista mistrzostw świata w Lipsku (2007) drużynowo. Halowy mistrz świata (2001).